# Аквамен (фильм)
«Акваме́н» (англ. Aquaman) — американский супергеройский фильм режиссёра Джеймса Вана. Шестой фильм Расширенной вселенной DC после «Лиги справедливости» (2017), а также является его спин-оффом. В главных ролях: Джейсон Момоа, Эмбер Херд, Патрик Уилсон, Уиллем Дефо, Дольф Лундгрен и Николь Кидман. Съёмки начались в мае 2017 года в Голд-Косте, Австралия. Студией Warner Bros. Pictures выпущен в форматах 2D, 3D и IMAX. В широкий прокат в России вышел 13 декабря 2018 года.
Общемировые сборы картины составили 1,14 млрд $. Таким образом, фильм является самым кассовым среди проектов по DC Comics.

## Сюжет
1985 год. Томас Карри, простой смотритель маяка в Заливе Прощения, штат Мэн, во время бури вытащил из воды раненую белокурую девушку, которая представилась как Атланна — царица Атлантиды. Спустя некоторое время, Том и Атланна начали испытывать друг к другу симпатию, которая переросла в любовь. У них рождается сын по имени Артур, который обладает способностью общаться с морскими существами. Однажды в дом Тома и Атланны ворвались солдаты Атлантиды, требуя, чтобы она шла с ними. Атланна дала им отпор, но понимала: чтобы защитить любимого мужчину и сына, она должна вернуться домой — в подводное царство. Атланна доверяет своему советнику и верному другу Нуйдису Вулко миссию обучения Артура.
2018 год. Год спустя после поражения Степного Волка, Артур противостоит пиратам, захватившим российскую подводную лодку класса Акула. Их лидер, Джесси Кейн, убит при неудачной попытке убить Артура, а его сын Дэвид клянется отомстить. И пока Артур проводит время с отцом и пожинает лавры героя в местном баре, его брат Орм заключает союз с царём подводного царства Ксебель Нереем, инсценировав атаку той самой подлодки на место их встречи. Цель Орма — подчинить себе все царства Семи Морей и получить древний титул «Повелитель Океанов», чтобы пойти войной на надводный мир.
Мера, дочь Нерея и «наречённая» Орма, не разделяет его стремлений к войне и решает отправиться на поверхность, чтобы просить Артура о помощи, но получает отказ. Когда Орм и Нерей инициируют массовый выброс мусора из океана на сушу, что повлекло за собой чудовищные цунами, едва не погубившие его отца, Артур все же соглашается пойти с Мерой. Оказавшись в Атлантиде, которая оказалась высокотехнологичным городом-государством, Мера привозит Артура к Вулко, прячущегося от «лишних глаз» в воздушном кармане в затопленном галеоне. Там королевский советник рассказывает историю Атлантиды и что единственный способ остановить Орма — Трезубец Атлана. Цель Артура — найти трезубец и с его помощью остановить войну. Встреча Артура, Меры и Вулко была прервана пограничниками и воинами Орма. Мера и Вулко успешно скрылись и не выдали своей связи с Артуром, однако сам он был арестован.
Орм обвиняет брата, прикованного к цепям, в смерти Атланны. Он предлагает Артуру возможность уйти навсегда, но Артур вызывает его на дуэль в кольце подводной лавы. Орм берет верх и почти убивает Артура, прежде чем Мера спасает его. Артур и Мера отправляются в павшее Королевство дезертиров, спрятанное под пустыней Сахара, где был выкован трезубец, и открывают голографическое сообщение, которое ведет их на Сицилию, Италия, где они получают координаты трезубца.
Орм встречает Дэвида, показывая, что атакованная подводная лодка угнанная Дэвидом, еле функционировала. Орм дает Дэвиду прототип боевого костюма атлантов, чтобы убить Артура, подчиняет себе Царство Рыбаков, убив их царя и запугав царевну, а после сажает Вулко под стражу, признаваясь, что всегда знал о том, что Вулко помогает Артуру.
Бронированный Дэвид называя себя Чёрной Мантой и устраивает засаду на Артура и Меру на Сицилии, тяжело ранив Артура, прежде чем тот был сброшен со скалы. Мера лечит раны Артура, плывя к местонахождению трезубца, попутно призывая его принять свою судьбу царя подводного народа. В пункте назначения Артур и Мера отбиваются от монстров-амфибий Впадины, а червоточина переносит их в неизведанное море в центре Земли. Они воссоединяются с Атланной, которая 20 лет назад была принесена в жертву Впадины из-за Артура, но выжила живой и невредимой.
Артур сталкивается с Каратеном, мифическим левиафаном и хранителем трезубца, и выражает свою решимость защитить как Атлантиду, так и поверхность, доказывая свою ценность и забирая трезубец, который дает ему контроль над семью морями. Армия Орма ведёт бой с Солёноводными, чей царь отказался присягать на верность самопровозглашённому Повелителю Океанов. Когда Орм уже готов убить царя, появляются Аквамен и Мера и ведут против него полчища морских существ, среди которых не только рыбы, но и Падшие с Каратеном. Последователи Орма принимают Артура как истинного царя, узнав, что он владеет трезубцем Атланта. Артур побеждает Орма в бою, но сохраняет его жизнь. Вышедшая из моря Атланна шокирует всех своим возвращением и, прижав Орма к груди, говорит, что они оба её сыновья, и сражение за первородство — бессмысленно. Позже, Атланна возвращается к Тому, как и обещала 20 с лишним лет назад.
В середине титров Дэвида спасает доктор Стивен Шин, морской ученый и теоретик заговора, одержимый Атлантидой, и соглашается привести Шина туда в обмен на помощь в его мести Артуру.

## В ролях
| Актёр               | Роль                                                                |
| ------------------- | ------------------------------------------------------------------- |
| Джейсон Момоа       | Артур Карри / Аквамен                                               |
| Эмбер Херд          | Мера                                                                |
| Уиллем Дефо         | главный научный советник Атлантиды Нуйдис Вулко                     |
| Патрик Уилсон       | единоутробный брат Артура и царь Атлантиды Орм / Повелитель Океанов |
| Дольф Лундгрен      | царь королевства Ксебель Нерей                                      |
| Яхья Абдул-Матин II | наёмник Дэвид Кейн / Чёрная Манта                                   |
| Николь Кидман       | мать Артура Карри и бывшая королева Атлантиды Атланна               |
| Темуэра Моррисон    | отец Артура Карри Томас Карри                                       |
| Луди Лин            | капитан армии Атлантиды Мёрк                                        |
| Рэндалл Парк        | доктор Стивен Шин                                                   |
| Грэм Мактавиш       | первый царь Атлантиды и Повелитель Океанов Атлан                    |
| Майкл Бич           | отец Чёрной Манты Джесси Кейн                                       |
| Джимон Хонсу        | царь царства Рыбаков Рыбный Король                                  |
| Наталия Сафран      | Рыбная Королева                                                     |
| София Форрест       | Рыбная Принцесса                                                    |
| Джули Эндрюс        | древнее чудовище Каратен (голос)                                    |
| Джон Рис-Дэвис      | Король Солёных вод (голос)                                          |
| Ли Уоннелл          | пилот самолёта                                                      |

## Производство
В июне 2014 года актёр Джейсон Момоа был выбран на роль Артура Карри / Аквамена. В августе того же года, студия Warner Bros. наняла сразу двух сценаристов — Уилла Билла и Курта Джонстада для написания двух версий сценария будущей картины. В октябре 2014 года студия Warner Bros. официально объявила о том, что Аквамен получит свой собственный фильм, впервые появившись в фильме «Бэтмен против Супермена: На заре справедливости».
В июне 2015 года Джеймс Ван был нанят в качестве режиссёра, а также для наблюдения за разработкой сценария Джонстада. В марте 2016 года стало известно, что сюжет картины происходит после событий Лиги Справедливости. Ещё чуть позже появилась информация, что актёры Эмбер Херд и Уиллем Дефо вернутся к своим ролям. В июле 2016 года стало известно, что Билл вернётся к работе над фильмом, чтобы написать сценарий, основанный на истории Джеймса Вана и Джеффа Джонса. В декабре было объявлено, что актёр Патрик Уилсон сыграет главного антагониста Орма Мариуса / Повелителя океанов, сводного брата Аквамена. В январе 2017 года Яхья Абдул-Матин II получил роль злодея по имени Чёрная Манта. В марте Николь Кидман подтвердила, что будет играть Королеву Атланну, мать Аквамена. В апреле появилась информация, что актёр Дольф Лундгрен исполнит роль короля Нерея — отца Меры. Другие актёры: Темуэра Моррисон сыграет Тома Карри, отца Аквамена, Луди Лину досталась роль Мурка, союзника Аквамена, а актёр Майкл Бич сыграет отца Чёрной Манты. Основные съёмки фильма официально стартовали 3 мая 2017 года в Квинсленде, Австралия и были окончены 21 октября 2017 года. Картина появится в прокате 21 декабря 2018 года.

### Развитие
В 2004 году FilmJerk.com сообщил, что съёмки фильма начались под эгидой компании Warner Bros. Однако эта история не получила развития, и фильм так и не был официально анонсирован. В июле 2009 года появилась информация, что он находится в активной разработке Леонардо Ди Каприо. Руководители съёмок заявляли, что в боевике будет большое количество отсылок и упоминаний других проектов Warner Bros., таких как Бэтмен и Супермен. Для съёмок предлагалось несколько сценариев, но выбран был лучший. В марте 2016 года было объявлено, что сюжет фильма произойдёт после саги «Лига справедливости». Подготовка к съёмкам началась в конце ноября 2016 года.

### Кастинг

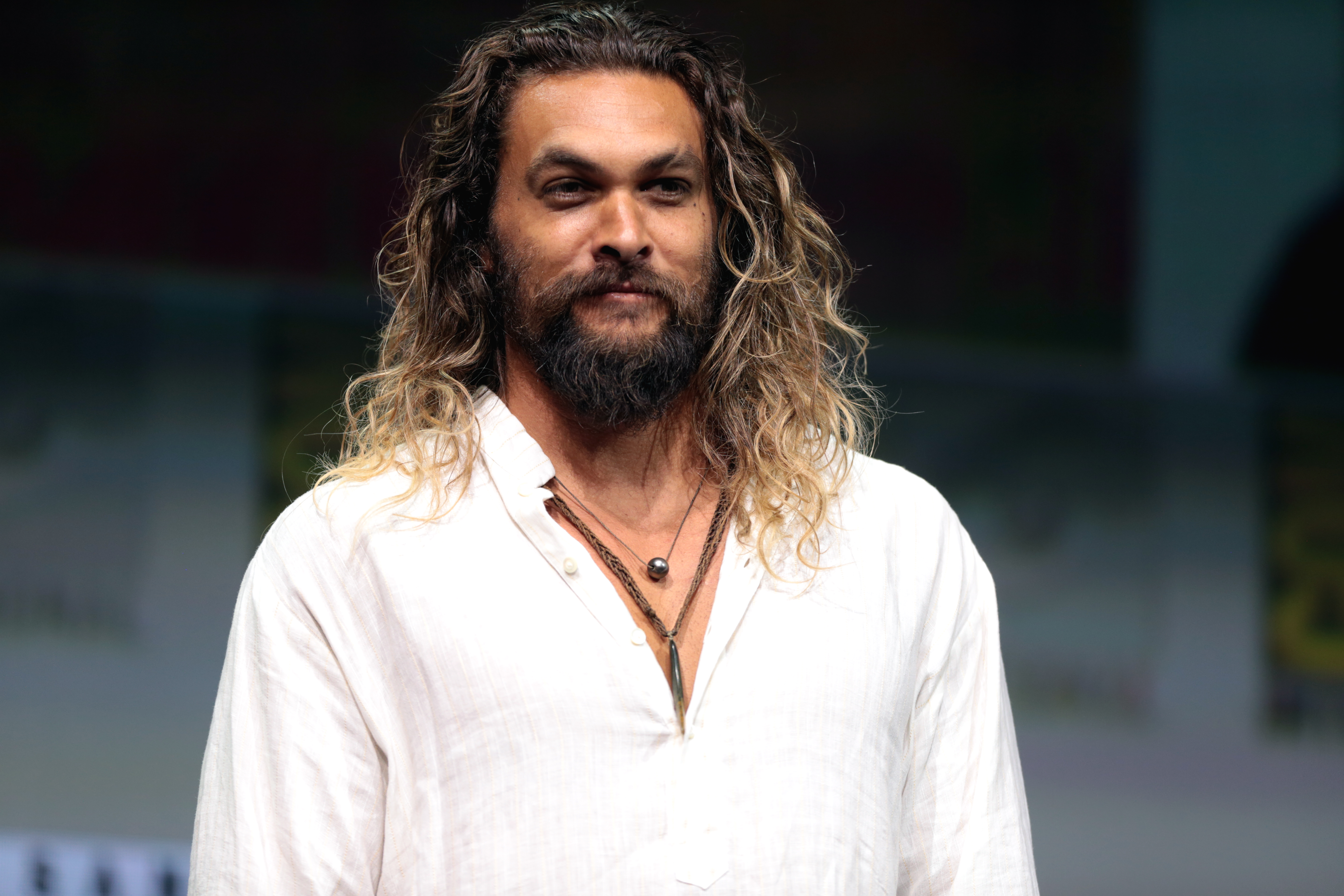
Джейсон Момоа на Comic-Con в 2017 году

20 октября 2014 года в интервью ComicBook.com Джейсон Момоа заявил, что «Лига справедливости» будет на приоритетном месте, поэтому не было точно известно, будет ли фильм запущен до «Лиги Справедливости» или после. Когда уже было точно известно, когда выйдет боевик, было объявлено, что фильм будет полностью связан с расширенной вселенной DC Comics. В декабре 2014 года в СМИ появилась информация, что исполнитель главной роли подписал контракт на 4 новых фильма. 13 января 2016 года «The Hollywood Reporter» написал, что Эмбер Херд начала переговоры для получения главной женской роли — Меры, любовной подруги Аквамена; её участие в проекте было подтверждено спустя два месяца. 15 мая 2017 года Луди Лин был добавлен в актёрский состав. Ютубер Darren 'Daz' Black появится в фильме в качестве камео.

### Съёмки
Съёмки начались в Австралии 2 мая 2017 года, под рабочим названием «Ахава». Большая часть фильма будет сниматься компанией Village Roadshow Studios на Голд-Кост, Квинсленд. Съёмки также будут проходить в Ньюфаундленде, Сицилии и Тунисе. На съёмках подводного ряда, Ван заявил, что «подводный мир очень сложный», и «это не легко снимать». 11 августа 2017 года начались съёмки Артура Карри на маяке в точке Гастингс, Новый Южный Уэльс, которые завершились в сентябре.

## Музыка
7 марта 2018 года композитором «Аквамена» был объявлен Руперт Грегсон-Уилльямс, ранее написавший партитуру для фильма «Чудо-Женщина», четвёртого фильма из расширенной вселенной DC. Саундтрек выпущен WaterTower Music 14 декабря 2018 года. В альбоме представлена оригинальная песня американской певицы Скайлар Грей под названием «Everything I Need», написанная Грей в соавторстве с Эллиотом Тейлором. Джозеф Бишара, постоянный соратник Вана, написал пьесу под названием «Trench Engaged» для эпизода во Впадине.

## Релиз
«Аквамен» выпущен в широкий прокат в формате 3D и IMAX 3D 13 декабря 2018 года в России, 14 декабря года в Великобритании и Ирландии, 21 декабря был выпущен в США, основным прокатчиком является Warner Bros. Pictures.

## Приём

### Кассовые сборы
Фильм собрал $1 148 461 807 по всему миру, из них $335 061 807 в США и Канаде, а $813,1 млн — в других странах. Самые высокие результаты сборов картина показала в Китае — $293,8 млн (что является лучшим результатом для кинокомиксов DC в этой стране), а также в Южной Корее — $39,1 млн, Бразилии — $36,3 млн, Мексике — $30,5 млн, во Франции — $29,6 млн, в Австралии — $29,5 млн, Великобритании — $28,6 млн, Германии — $24,7 млн, в России и странах СНГ — $19,7 млн, в Индонезии — $17,5 млн, Испании — $16,1 млн, на Тайване — $15,3 млн, в Японии — $14,8 млн, Италии — $12,3 млн, Колумбии — $11,1 млн и в Гонконге — $10 млн.

### Критика
На агрегаторах рецензий Rotten Tomatoes и Metacritic фильм имеет соответственно рейтинги 66 % (383 отзыва) и 55/100 (50 отзывов). Первые зрители отметили качественную визуальную составляющую.
Антон Долин писал: «Не в интриге и не в диалогах сила подобного кино. Перед нами невероятный визуальный аттракцион, подобный спуску в фантастическое подводное царство».

## Планы на следующие фильмы

### Сиквел
Первая часть стала самым успешным фильмом по комиксам DC. При бюджете в 160 млн долларов картина собрала в мировом прокате 1,13 млрд долларов. Студия Warner быстро дала сиквелу зелёный свет, но долгое время о продолжении ничего не было известно.
В декабре 2018 года сообщалось, что председатель Warner Bros. Entertainment Тоби Эммерих запустил в производство прямое продолжение «Аквамена».
Первые разговоры о возможном продолжении начались во время постпродакшна, когда режиссёр Джеймс Ван в интервью «TotalFilm» заявил, что первый фильм оставляет пространство для будущих историй. Джейсон Момоа признался изданию «Syfy Wire», что уже начал разработку сценария для сиквела и руководители студии остались довольны его идеями. В январе 2019 года «Аквамен 2» был официально подтверждён в статусе разработки, а Джеймс Ван — в статусе режиссёра. Через месяц Дэвид Лесли Джонсон-Макголдрик, соавтор первой части, объявлен сценаристом сиквела.
27 февраля 2019 года Warner Bros. объявила предварительную дату выхода сиквела фильма «Аквамен» Джеймса Вана с Джейсоном Момоа в главной роли.. Представитель The Hollywood Reporter в своем Twitter объявил дату выхода — 16 декабря 2022 года. Руководство Warner Bros. в интервью The Hollywood Reporter объявила о начале в 2020 году пре-продакшне. Warner Bros в последнее время пересмотрела свою политику в отношении киновселенной DC, не стала требовать выпустить продолжение как можно скорее. Студия также оставила попытки запихнуть всех героев в один фильм. Сценаристом вновь стал Дэвид Лесли Джонсон, который работал и над оригиналом.
10 декабря 2019 года стало известно, что Яхья Абдул-Матин II вернётся к роли наёмника Чёрной Манты. 15 ноября 2019 года актёр Патрик Уилсон, исполнивший роль Повелителя океанов в комиксе «Аквамен», в интервью изданию The Hollywood Reporter рассказал, что его персонаж появится и в сиквеле. В ноябре 2020 года Эмбер Херд подтвердила своё возвращение к роли Меры в сиквеле.
В июне 2021 года было объявлено название сиквела — «Аквамен и потерянное царство». Релиз в кинотеатрах состоялся 22 декабря 2023 года.

### Спин-офф
В феврале 2019 года студия Warner Bros. анонсировала спин-офф «Аквамена» под названием «Впадина» в жанре ужасов. Джеймса Вана назначили продюсером ленты, а Ноя Гарднера и Айдана Фицджеральда — сценаристами. Фильм был бы сосредоточен на Падших, монстрах Впадины, с которыми Артур и Мера сражались в «Аквамене». В апреле 2021 года картина была отменена.